# Дузи
Дузи́ (фр. Douzy) — коммуна во Франции, находится в регионе Шампань — Арденны. Департамент коммуны — Арденны. Входит в состав кантона Музон. Округ коммуны — Седан.
Код INSEE коммуны — 08145.
Коммуна расположена приблизительно в 220 км к северо-востоку от Парижа, в 95 км северо-восточнее Шалон-ан-Шампани, в 26 км к юго-востоку от Шарлевиль-Мезьера.

## История
С 1560 по 1642 год Дузи была частью Седанского княжества.

## Население
Население коммуны на 2008 год составляло 1852 человека.
| 1962 | 1968 | 1975 | 1982 | 1990 | 1999 | 2008 |
| ---- | ---- | ---- | ---- | ---- | ---- | ---- |
| 1125 | 1346 | 1475 | 1583 | 1518 | 1513 | 1852 |

## Администрация
| Период | Период | Фамилия         | Партия                             | Должность                                         |
| ------ | ------ | --------------- | ---------------------------------- | ------------------------------------------------- |
| 1983   | 1995   | Мишель Годе     | Объединение в поддержку республики |                                                   |
| 1995   |        | Жан-Люк Варсман | Союз за народное движение          | депутат, член совета, президент сообщества коммун |

## Экономика
В 2007 году среди 1129 человек в трудоспособном возрасте (15—64 лет) 796 были экономически активными, 333 — неактивными (показатель активности — 70,5 %, в 1999 году было 68,0 %). Из 796 активных работали 688 человек (405 мужчин и 283 женщины), безработных было 108 (43 мужчины и 65 женщин). Среди 333 неактивных 107 человек были учениками или студентами, 65 — пенсионерами, 161 были неактивными по другим причинам.

## Достопримечательности
- Церковь Сен-Бартелеми (XIX век) в нео-готическом стиле
- Музей ранней авиации[фр.]

## Города-побратимы
- Кайзерслаутерн (Германия, с 1967)